# Chebakia
Griwech
Ne doit pas être confondu avec Chebbakia (zlabia).
La chebakia (ou chbakia), appelée également  griwech (aussi griouech ou griwèche) en Algérie ou m'kharqa (ou l’mkharqa) au Maroc, est une pâtisserie de forme roulée originaire du Maghreb, à base de farine, de matière grasse, de miel et d'eau de fleur d'oranger.
Les ingrédients et les méthodes de préparation peuvent varier selon les traditions de chaque région mais elle est généralement frite dans de l'huile végétale, puis trempée dans du miel et enfin roulée dans des graines de sésame. Elle a une forme d’oreillette, est prisée pendant les cérémonies familiales et fêtes religieuses, notamment durant le mois sacré de ramadan et est indissociable de la marchouqa.

## Appellations et variantes
En Algérie, la pâtisserie est appelée griwech,. La racine gh’rsh, du verbe arabe djarasha, qui signifie écraser ou casser grossièrement (les céréales ou les épices), implique la texture du « croustillant ».
A Fès, et dans quelques autres villes comme Rabat et Salé, elles sont aussi appelées mkharqa, mkherka, mkharqua ou mkharka (المْخَرْقَة).
Le mot mkharqa veut dire en arabe un élément déchiré ou troué, ce qui explique la forme trouée de cette pâtisserie. C'est dans cette optique que le nom est utilisé par les familles anciennes de Rabat, et également dans les régions se situant au centre du Maroc. Toutefois, les anciennes villes du centre du Maroc, ainsi que les vieilles villes comme Fes, Taza ou Oujda, la dénomment griwech, tandis que dans les villes du Sud, elle est connue sous le nom de chebakia. Le terme chebakia est le plus utilisé de nos jours au Maroc et dans l’émigration maghrébine en Europe pour désigner ces pâtisseries.
Il est à noter que cette pâtisserie ressemble à quelques gâteaux français comme les merveilles, les bugnes et les oreillettes.
Au Maroc, chebakia désigne également la zlabia locale, cette pâtisserie et son nom étaient et demeurent présents dans tout le nord du Maroc.
À Agadir, au sud-ouest du Maroc, il existe une autre version appelée buchnikha (bouchnikha, بوشْنيخَة), chebakkiya khyut, chebakiya khyout ou khyout (الشّْبّاكيّة خْيُوطْ).
Il existe au Maroc une autre version de cette patisserie appelée la chabakiya blighat ou bligha (الشّْبّاكِيّة بْليغاتْ), en forme de babouche.

## Préparation
La pâtisserie est préparée à base de farine, œufs, eau de fleur d'oranger, vinaigre, safran, gomme arabique, anis vert, amandes, cannelle, sésame, huile d'olive et sel[réf. nécessaire].
Ce gâteau est préparé à base d'une pâte qui ressemble à celle des beignets, mais plus épaisse. La pâte est travaillée à la main. Elle est découpée en rectangles dans lesquels sont pratiquées, à l'aide d’une roulette, ou d’un emporte-pièce quatre entailles formant cinq languettes qui sont ensuite enchevêtrées avec habileté pour donner la forme caractéristique de cette pâtisserie. Il existe des déclinaisons modernes et originales, sous différentes formes (dentelle, tresses, roses, bonbons , etc.)[réf. nécessaire].
Puis la pâte est frite à l'huile d'olive et ensuite saupoudrée de sésame.

## Usage
Les Marocains préparent la chebakia principalement pour accompagner la harira (ou hrira) lors du mois du jeûne. On peut aussi en retrouver lors des fêtes et les mariages. 

## Galerie d'images

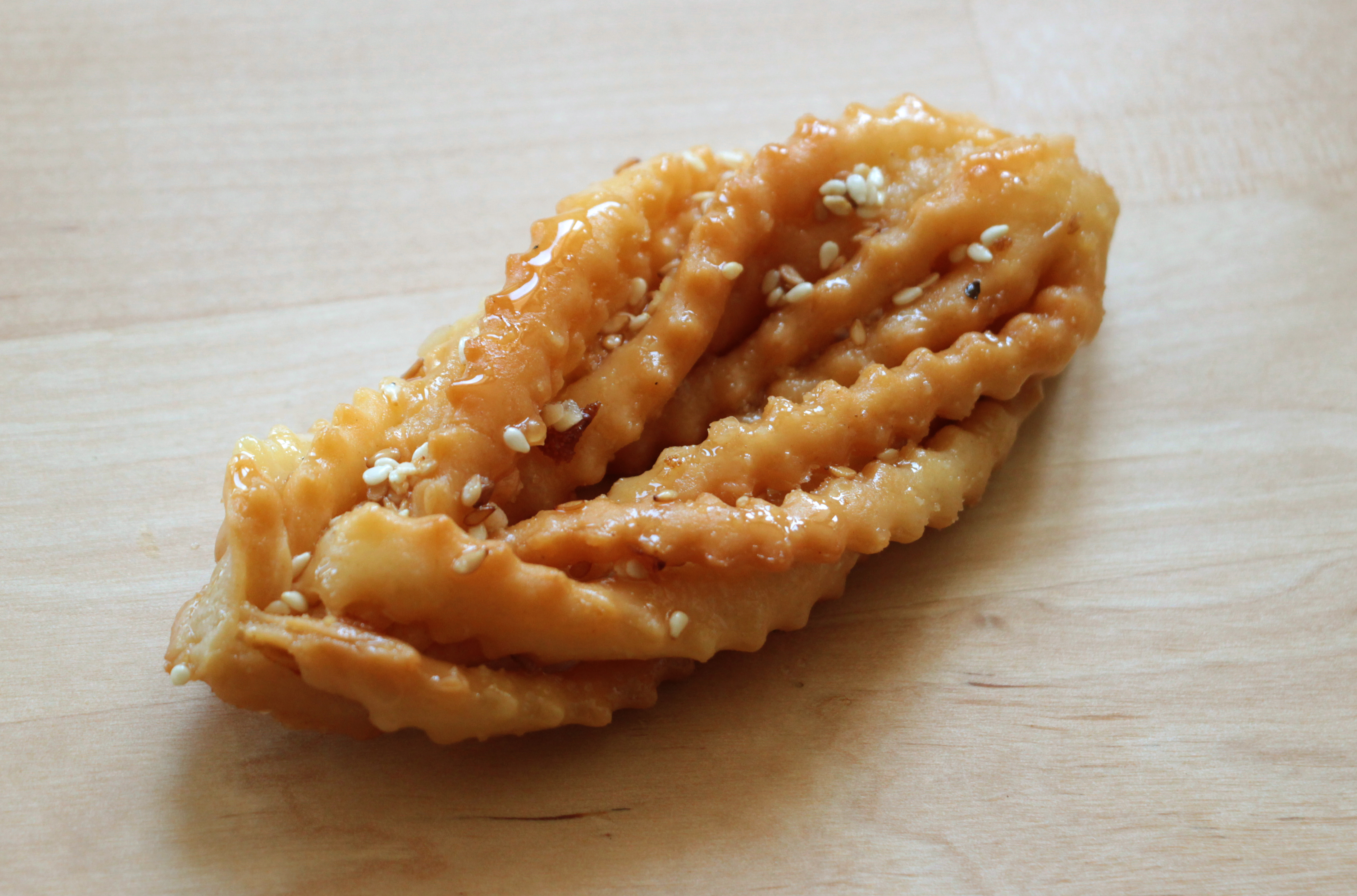
Griwech algérienne artisanale de forme tressée, vendue en France.
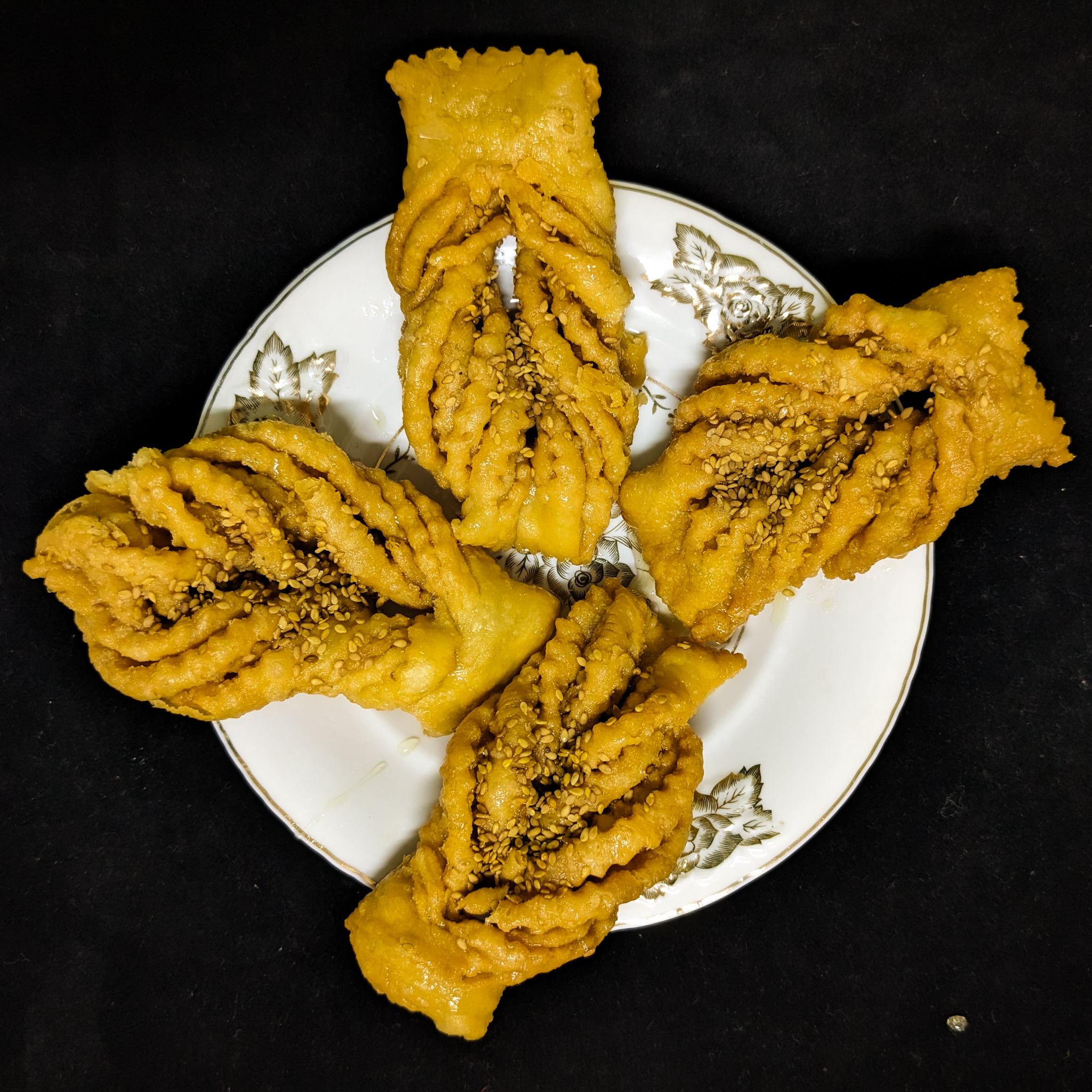
Griwech algérien.
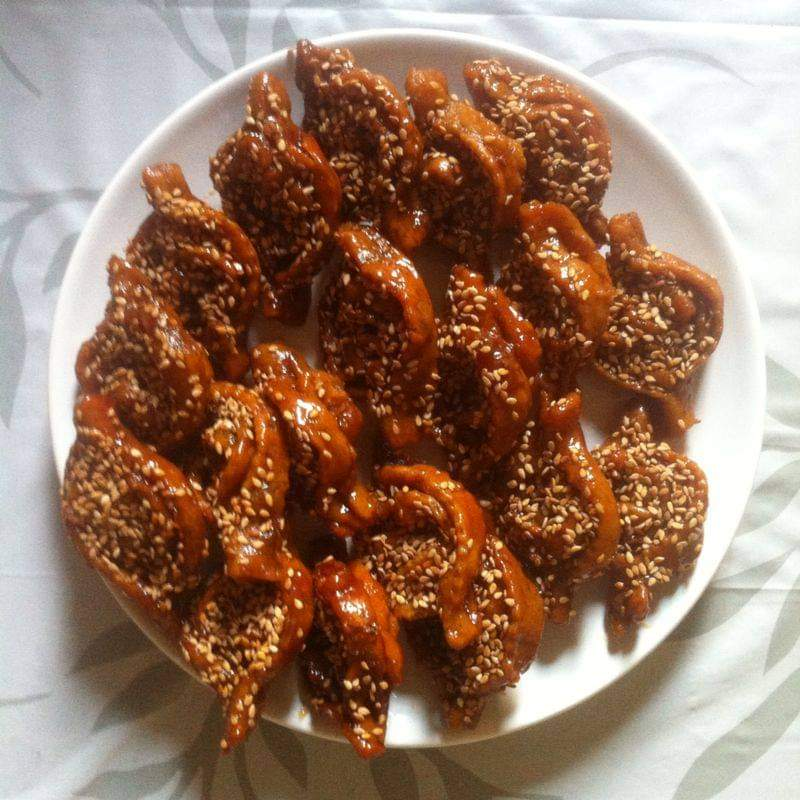
M'kharqa de Rabat.
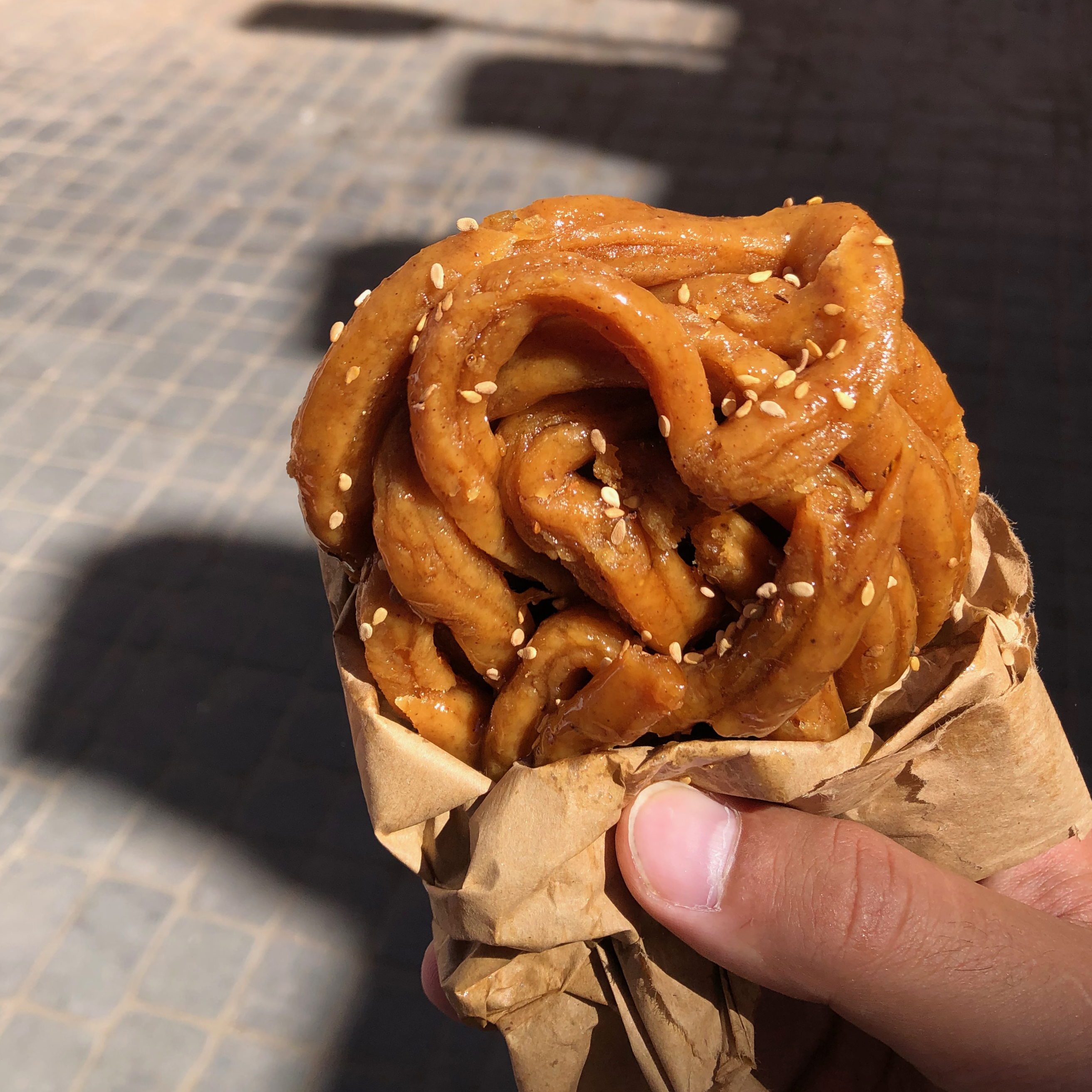
Grande chebakia à Marrakech.